# Kamienica Salomońska w Krakowie
Kamienica Salomońska (znana także jako Kamienica Długoszowska) – zabytkowa kamienica znajdująca się w Krakowie, w dzielnicy I przy ulicy Grodzkiej 33, na Starym Mieście.

## Historia kamienicy
Kamienica została wzniesiona około 1360 przez Janusza Czechoslaowicza. Kolejnymi dwoma jej właścicielami byli polscy kupcy, po czym przeszła w 1412, na prawie 150 lat, w ręce mieszczan niemieckich. Dom został przebudowany na początku XVII wieku. W 1628 po raz pierwszy pojawia się w źródłach nazwa Kamienica Salomońska. W 1710 notowana jest także nazwa alternatywna – Kamienica Długoszowska. W XIX wieku budynek został gruntownie przebudowany przez rodzinę Wątorskich. Ostatnia przebudowa miała miejsce w 1932.
10 marca 1966 kamienica została wpisana do rejestru zabytków. Znajduje się także w gminnej ewidencji zabytków.